# Horarij
V praksi krščanstva horarij ali kanonične ure je poznosrednjeveški razkošno opremljen osebni molitvenik, ki označuje delitev dneva na molitve v določenih časovnih obdobjih. Knjiga ur, predvsem brevir, običajno vsebuje različico ali izbor takšnih molitev.
V rimskem obredu se horarij sklicuje na uradni nabor molitev Cerkve, ki je različno znan kot officum divinum ('božja služba' ali 'božja dolžnost'), in opus Dei ('božje delo'). Trenutna uradna različica horarija v rimskem obredu katoliške cerkve se v Severni Ameriki imenuje 'Liturgija ur' (latinsko: liturgia horarum) ali 'božja služb'a na Irskem in v Veliki Britaniji.
V anglikanizmu so pogosto znani kot dnevna ali božja služba, da bi jih ločili od drugih 'služb' Cerkve (sveto obhajilo, krst itd.), ki jih pogosto izvajajo tedensko ali manj pogosto.
V vzhodni pravoslavni in bizantinski katoliški cerkvi se lahko kanonične ure imenujejo božje službe, horarij (knjiga ur) pa se imenuje horologion (grško Ὡρολόγιον). Kljub številnim majhnim razlikam v praksi v skladu z lokalnimi običaji je splošni red enak med samostani bizantinskega obreda, čeprav se župnijski in stolni običaji precej razlikujejo glede na kraj.
Uporaba v vzhodnih pravoslavnih cerkvah, Asirski cerkvi na vzhodu in njihovih vzhodnokatoliških ustreznicah se razlikuje med seboj in od drugih obredov.